# Brasil nos Jogos Olímpicos de Verão da Juventude de 2014
O Brasil participa dos Jogos Olímpicos de Verão da Juventude de 2014, realizados em Nanquim, na República Popular da China.
A equipe brasileira é composta por 97 atletas que competirão em 23 modalidades, 32 técnicos, cinco membros da equipe médica, um chefe de missão e sete integrantes do Comitê Olímpico do Brasil (COB), totalizando 142 membros. É a segunda maior delegação dos Jogos atrás apenas da anfitriã China.

## Desempenho

### Atletismo
Feminino
- Mirna da Silva (100 metros)
- Paolla Luchin (100 metros com barreiras)
- Daysiellen Dias (200 metros)
- Maria Letícia Peres (400 metros com barreiras)
- Ana Karolyne Silva (800 metros)
- Alexandra Pimenta da Silva (Arremesso de dardo)
- Elen Vasconcelos (Salto em distância)
- Thaís Lindemayer Gomes (Salto com vara)

Masculino
- Vitor Henrique Venâncio (110 metros com barreiras)
- Daniel do Nascimento (2000 metros com obstáculos)
- Aliffer dos Santos (200 metros)
- Anderson Cerqueira (400 metros)
- Mikael de Jesus (400 metros com barreiras)
- Maycon Bonadeo (Lançamento de disco)
- Danilo Cardoso (Salto em altura)
- Kelves dos Santos (Salto em distância)
- Bruno Spinelli (Salto com vara)

### Badminton
Masculino
- Ygor Coelho de Oliveira (simples)

### Basquetebol
Feminino
- Tayná dos Reis
- Mayara Marins
- Mariana Dias
- Letícia Josefino

Masculino
- Caique Santana
- Felipe da Penha
- Igor Cabral
- Gabriel Ferreira

### Canoagem
Feminino
- Mirian de Sousa (velocidade C1, slalom C1, velocidade K1, slalom K1)

### Ciclismo
Feminino
- Ana Paula Casetta
- Renata Lopes

Masculino
- Rodrigo Quirino
- André Gohr

### Esgrima
Feminino
- Gabriela Cecchini (florete individual)

Masculino
- Pedro Marostega (florete individual)

### Ginástica artística
Feminino
- Flávia Saraiva (individual geral)

Masculino
- Lucas Cardoso (individual geral)

### Ginástica rítmica
Feminino
- Mayra Siñeriz (individual geral)

### Halterofilismo
Feminino
- Emily Figueiredo (até 48 kg)

### Handebol
Feminino
- Ana Luiza Borba
- Bruna de Paula
- Talita Carneiro
- Ana Cláudia Bolzan e Silva
- Juliana Lima
- Ligia Maia da Silva
- Maitê Dias
- Jéssica Costa
- Cecília Mouzinho
- Flávia Gabina
- Aline Bednarski
- Mariane Fernandes
- Anna Caroline Arruda
- Bárbara Ferreira

Masculino
- Leonardo Silveira
- Pedro Umbelina Júnior
- Gabriel Jung
- Marcos Colodeti
- Márcio Maildo
- Carlos Eduardo Correa
- Gabriel Gondim
- Leonardo Ferreira
- André Amorim
- Rangel da Rosa
- Fernando Leite
- Henrique Solenta
- Eduardo Moreira
- Patrick Lemos

### Hipismo
Saltos individual
- Bianca Rodrigues

### Judô
Feminino
- Layana Colman (até 52 kg)

Masculino
- José Basile (até 81 kg)

### Lutas
Masculino
- Rafael Madeira Filho (livre até 100 kg)
- Calebe Ferreira (greco-romana até 50 kg)

### Natação
Feminino
- Natália de Luccas
- Giovanna Diamante
- Viviane Jungblut
- Bruna Primati

Masculino
- Vitor Guaraldo Santos
- Andreas Mickosz
- Matheus de Santana
- Luiz Altamir Melo

### Remo
Feminino
- Sophia Py (skiff simples)

Masculino
- Uncas Batista (skiff simples)

### Saltos ornamentais
Feminino
- Ingrid de Oliveira (plataforma 10 m, trampolim 3 m)

### Taekwondo
Feminino
- Milena Guimarães (acima de 63 kg)

Masculino
- Edival Pontes (até 63 kg)

### Tênis
Feminino
- Luisa Stefani (simples)

Masculino
- Orlando Luz (simples, duplas)
- Marcelo Zormann (simples, duplas)

### Tênis de mesa
Masculino
- Hugo Calderano (simples)

### Tiro com arco
Feminino
- Ana Clara Carvalho Machado (recurvo individual)

Masculino
- Marcus Vinícius D'Almeida (recurvo individual)

### Triatlo
Feminino
- Bárbara dos Santos

### Vela
Feminino
- Natascha Boddener (Byte CII)

Masculino
- Pedro Luiz Correa (Byte CII)
- Daniel Rocha Pereira (T293)

### Voleibol de praia
Feminino
- Eduarda Lisboa
- Ana Patrícia Ramos

Masculino
- Arthur Lanci
- George Wanderley

Legenda
| Recorde mundial      | Recorde mundial (World record)               |                       | Recorde africano                      | Recorde africano (African) |                                           | Q | Classificado por posição (Qualified) |
| Recorde olímpico     | Recorde olímpico (Olympic record)            | Recorde da América    | Recorde da América (Americas)         | q                          | Classificado por melhor tempo (Qualified) |   |                                      |
| Melhor marca do ano  | Melhor marca do ano (World leading)          | Recorde asiático      | Recorde asiático (Asian)              | DNS                        | Não largou (Did not start)                |   |                                      |
| Recorde nacional     | Recorde nacional (National record)           | Recorde europeu       | Recorde europeu (European)            | DNF                        | Não terminou (Did not finish)             |   |                                      |
| Recorde pessoal      | Recorde pessoal do atleta (Personal best)    | Recorde da Oceania    | Recorde da Oceania (Oceania)          | DSQ / DQ                   | Desclassificado (Disqualified)            |   |                                      |
| Recorde da temporada | Recorde da temporada do atleta (Season best) | Recorde sul-americano | Recorde sul-americano (South America) | NM                         | Sem marca (No mark)                       |   |                                      |